# Myotis atacamensis
Myotis atacamensis är en fladdermusart som först beskrevs av Fernand Lataste 1892.  Myotis atacamensis ingår i släktet Myotis och familjen läderlappar. IUCN kategoriserar arten globalt som nära hotad. Inga underarter finns listade i Catalogue of Life.
Denna fladdermus förekommer i västra Peru och nordvästra Chile. Den lever i låglandet och i bergstrakter upp till 2250 meter över havet. Habitatet utgörs av torra buskskogar med växter som har taggar samt av öknar med glest fördelade buskar eller träd.
Myotis atacamensis vilar vanligen i mindre grottor, i bergssprickor eller i trädens håligheter. Ibland sover den i gömställen i gamla byggnader. Individerna blir vanligen en timme före skymningen aktiva. De håller under den kalla årstiden vinterdvala, vad som skiljer Myotis atacamensis från andra central- eller sydamerikanska fladdermöss av samma släkte.